# انگورفرنگی
انگورفرنگی (نام علمی: Ribes) مترادف (نام علمی: grossularia) سرده‌ای از گیاهان گلدار دولپه‌ای شامل ۱۵۰ گونه است. این گیاه بومی مناطق معتدل نیم‌کره شمالی و رشته‌کوه آند است. انگورفرنگی‌ها درختچه‌ای و خاردار هستند و دارای میوه‌های سته. انگورفرنگی با نام خارتوت یا گالش‌انگور نیز شناخته می‌شود. انگورفرنگی در خانوادهٔ انگورفرنگیان (grossulariaceae) جا دارد.
سرخ‌پوستان پاسیاه از ریشه انگورفرنگی برای درمان بیماری‌های کلیه و یائسگی استفاده می‌کردند. سرخ‌پوستان کری، از میوه آن برای بهبود باروری و آبستنی استفاده می‌کردند.

## در ایران
گالش انگور یا انگورفرنگی در ایران چهار گونه گیاه درختچه‌ای دارد:
- Ribes melancholicum انگورفرنگی تیره گل انحصاری ایران است.

سه گونهٔ دیگر آن علاوه بر ایران در کشورهای اروپایی، آناتولی، قفقاز، طالش، ارمنستان، شمال آفریقا و سیبری نیز می‌رویند:
- Ribes petraeum یا Rock Currant انگور فرنگی صخره‌زی یا قره‌قات
- Ribes orientale انگورفرنگی شرقی یا قره قات
- Ribes rubrum انگورفرنگی قرمز[۳]

## کشت
کشت آن در قرن هفدهم در بلژیک و شمال فرانسه شروع شد. در زمان معاصر گونه‌های مختلفی برای کشت انتخاب شده‌اند. یکی از معروفترین این‌گونه‌ها white currant است که مزه شیرینتری دارد.

## استفاده‌ها
طعم این میوه ترش است. این میوه در کشورهای اروپایی برای درست کردن مرباهای نسبتاً گران‌قیمت مورد استفاده قرار می‌گیرد. علی‌رغم اینکه کاشت و نگهداری قره قات چندان سخت نیست، این میوه حتی در اروپا نیز کمیاب است. در ایران، خشک شده قره قات یا انگور فرنگی در عطاری‌ها یافت می‌شود. دم کرده قره قات را برای رقیق کردن خون تجویز می‌کنند و اعتقاد بر آن است که خوردن آن از سکته قلبی ممانعت می‌کند.

## گونه‌ها
- انگورفرنگی سرخ، Ribes rubrum
- انگور فرنگی سیاه، Ribes nigrum
- انگور گوزبری، Ribes uva-crispa

نگارخانه

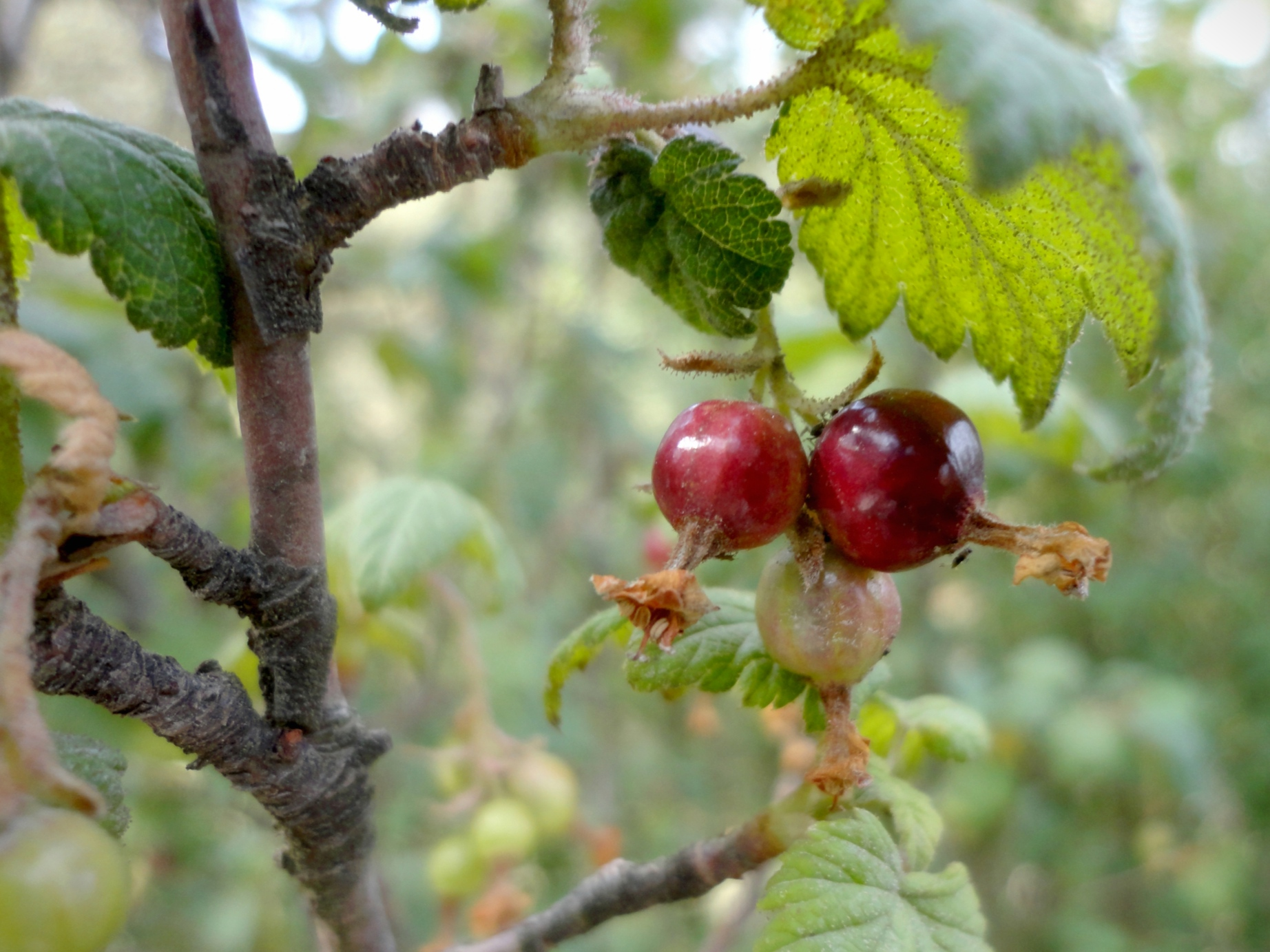
انگور فرنگی قرمز
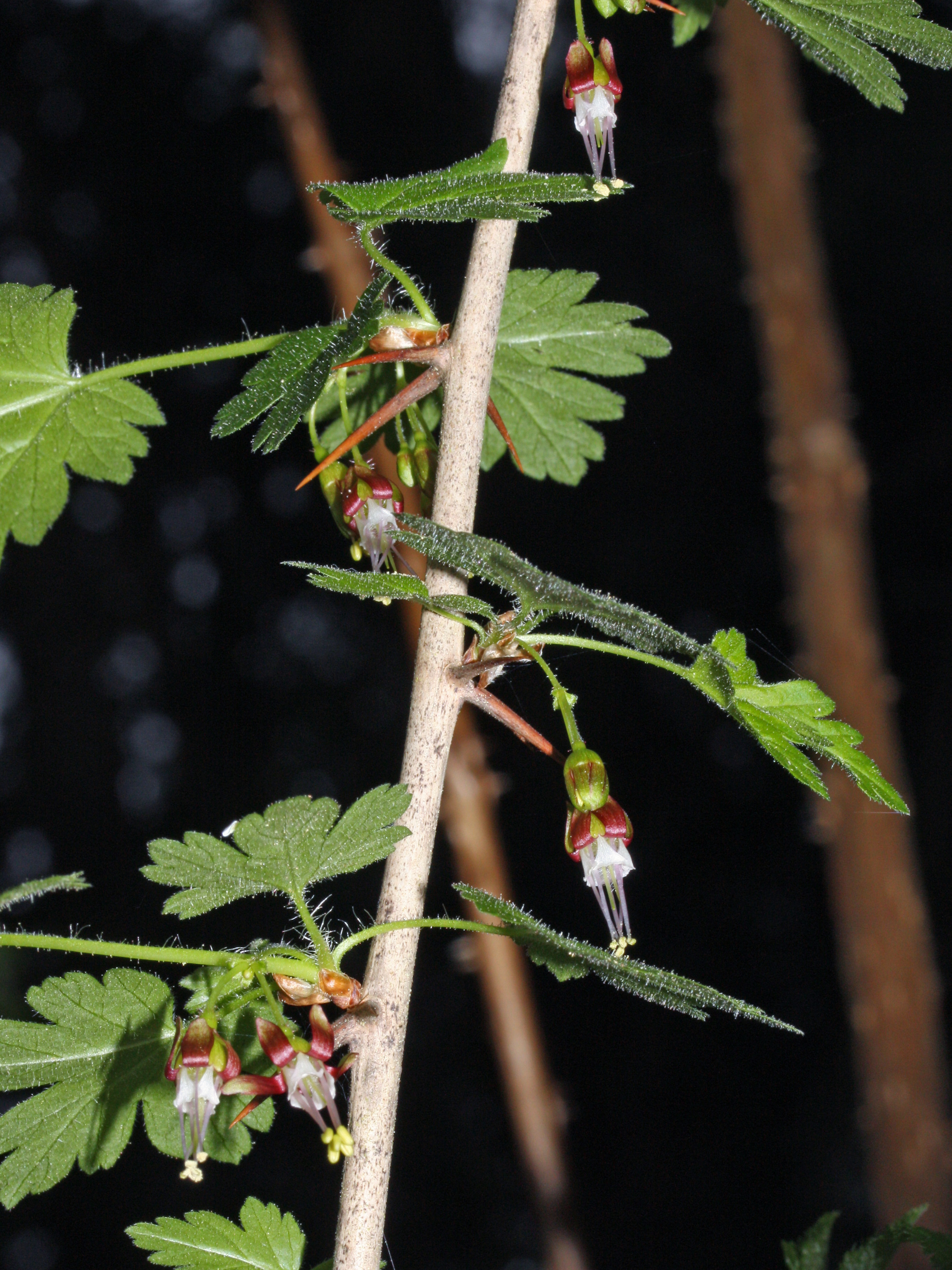
نهال انگور فرنگی
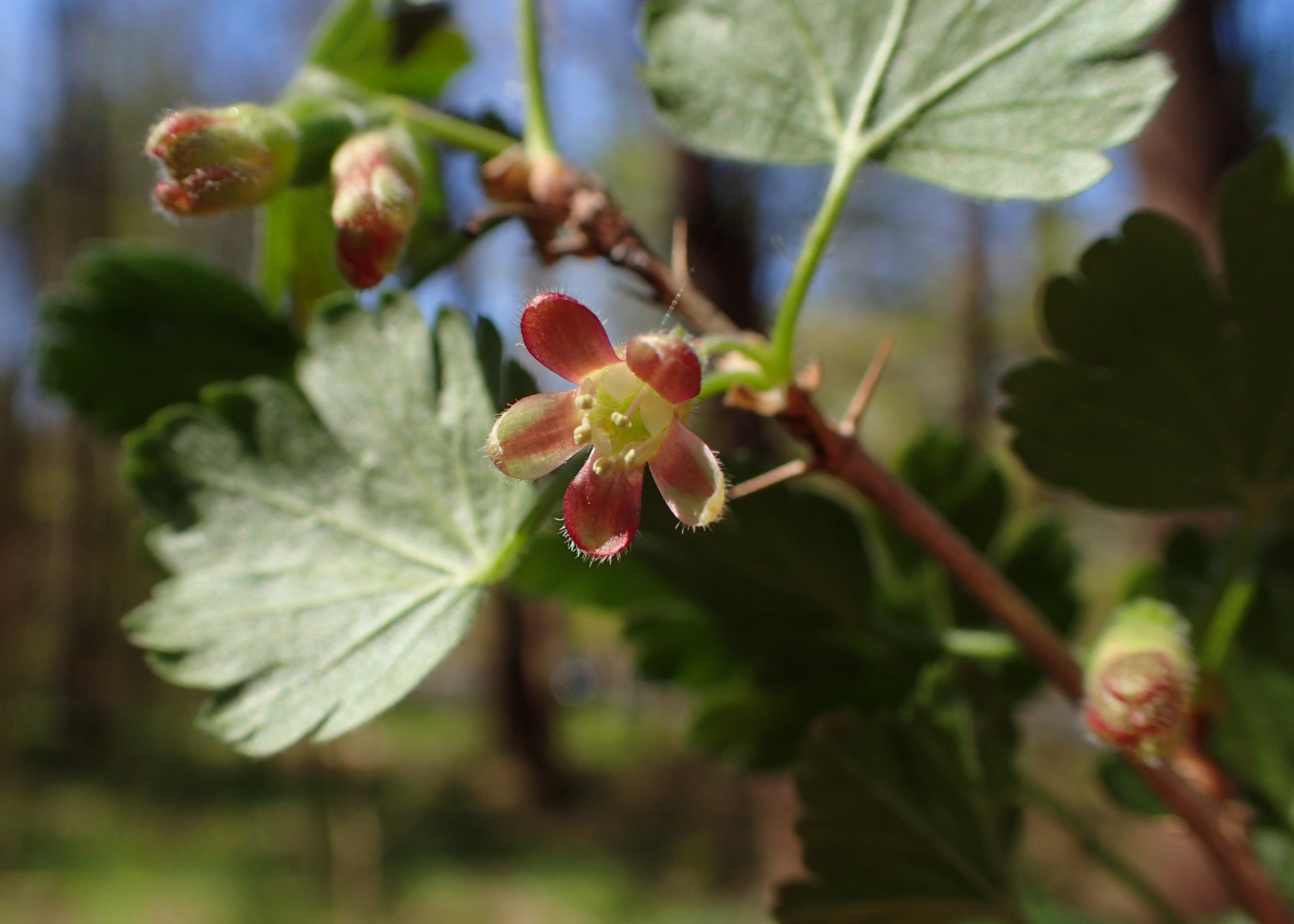
شکوفه انگور فرنگی
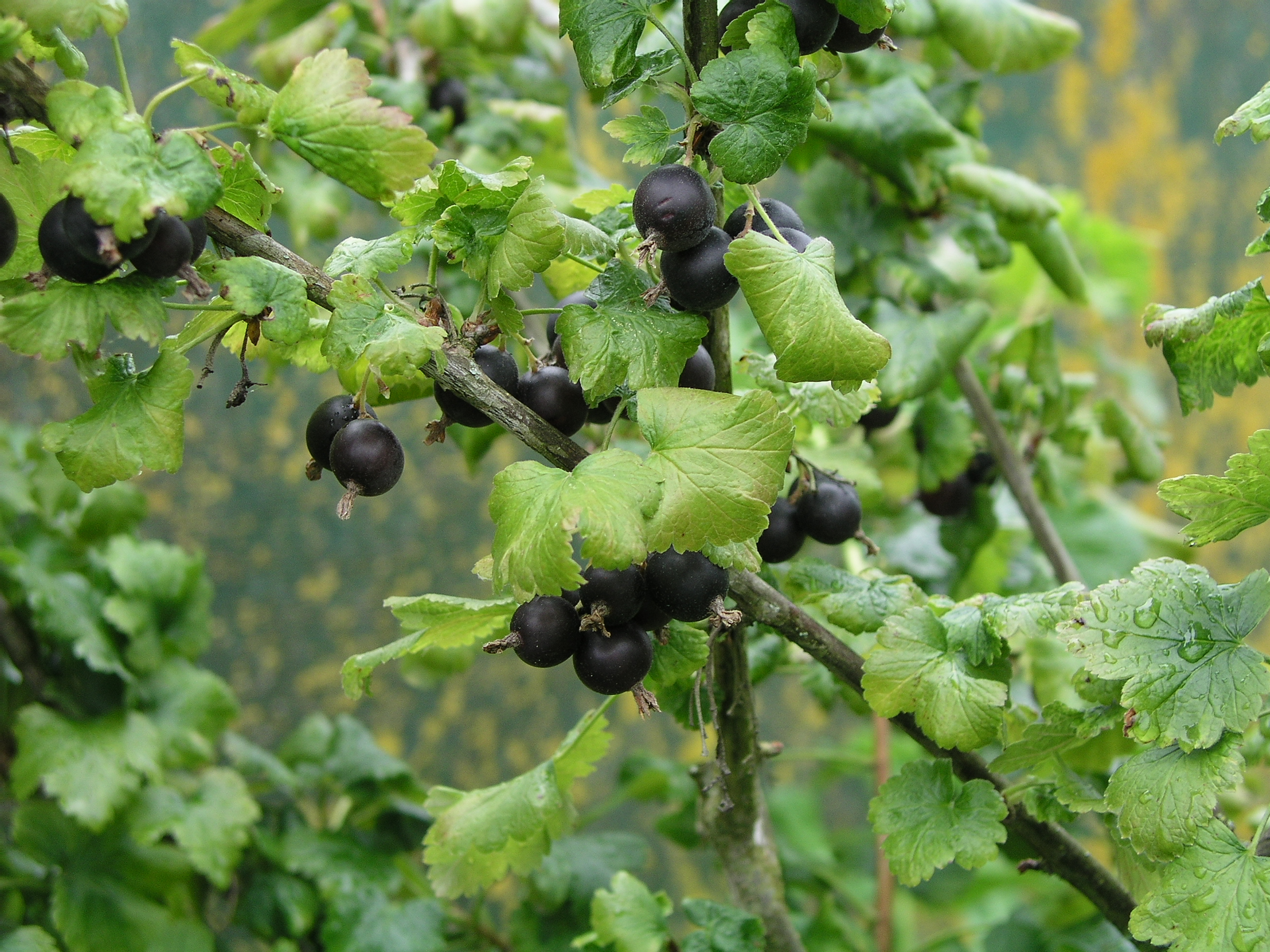
انگور فرنگی سیاه